# Lethe mahamaya
Lethe mahamaya är en fjärilsart som beskrevs av Hans Fruhstorfer 1911. Lethe mahamaya ingår i släktet Lethe och familjen praktfjärilar. Inga underarter finns listade i Catalogue of Life.